# 和平区 (沈阳市)
和平区是中华人民共和国辽宁省沈阳市下辖的一个市辖区。位于沈阳市的中心区域，是沈阳市的经济、文化、金融、商贸、科教中心。

## 沿革

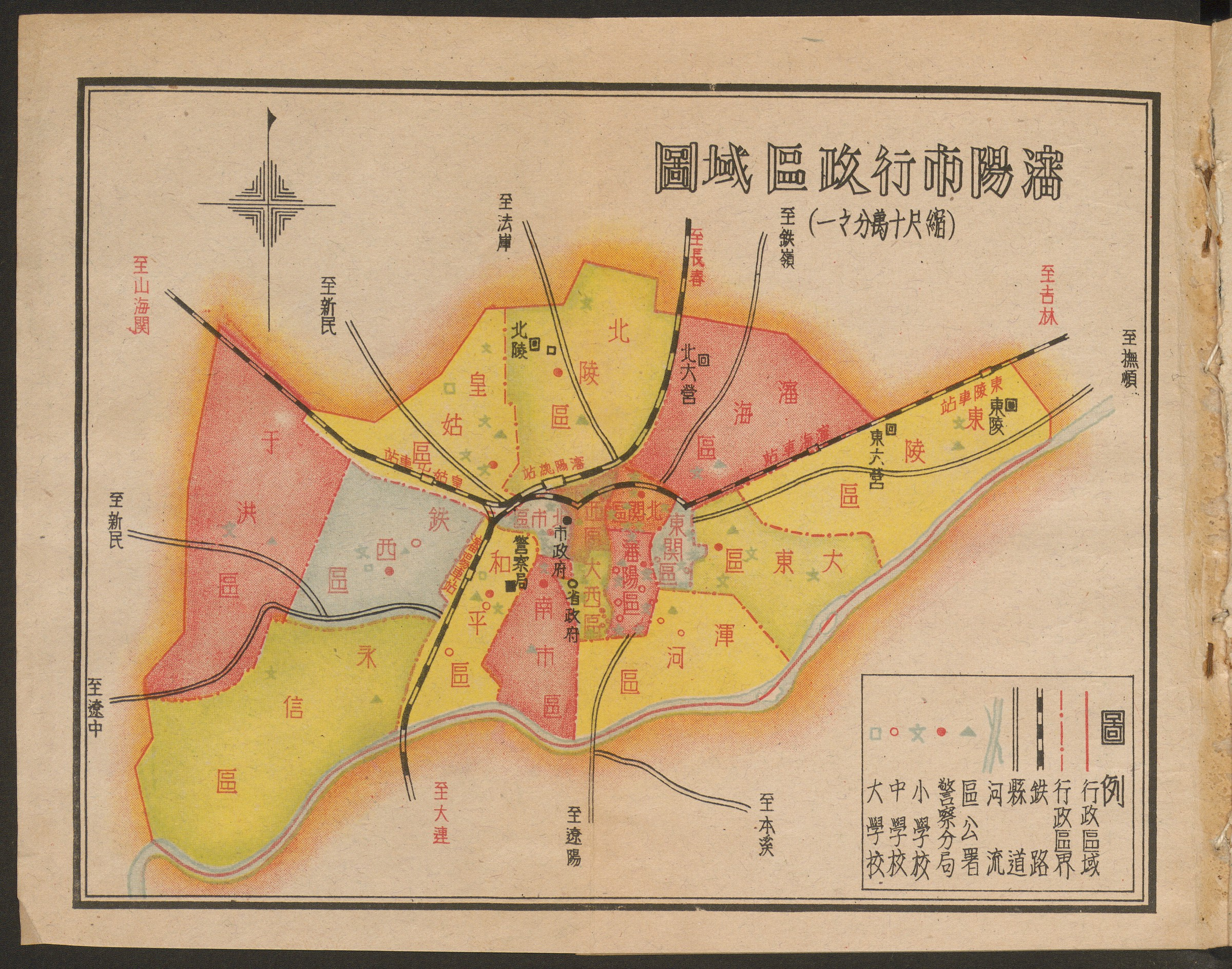
1947年的沈阳市区划图，可见和平区、南市区、北市区

1937年12月1日，奉天满铁附属地移交奉天市公署，纳入奉天市行政区域:21。1938年，奉天市公署将原奉天满铁附属地和奉天商埠地成立大和区，后又分出朝日区和敷岛区。
1945年日本投降后，大和区、朝日区、敷岛区分别更名为和平区、南市区、北市区。中华人民共和国成立初期，将和平区、南市区、北市区三个区域合并，统称和平区。
2004年，将浑河南岸的原东陵区（浑南新区代管）长白街道划归和平区。并计划在浑河南岸和八一灌渠形成的人工岛——长白岛上建设长白新城。2006年从长白街道以南京南街为界成立沈水湾街道。
2010年，将原东陵区浑河站西街道划至和平区。

## 人口
2020年末，全市常住人口為730785人。和平區户籍人口為76.8萬人。人口出生率7‰，出生人口性別比106；死亡率8‰；自然增長率-1‰。

## 行政区划
和平区下辖10个街道办事处：
浑河湾街道、新华街道、马路湾街道、南湖街道、长白街道、太原街街道、北市场街道、南市场街道、沈水湾街道和浑河站西街道。

## 教育

### 高等教育
- 东北大学南湖校区
- 鲁迅美术学院和平校区
- 沈阳音乐学院和平校区
- 中国医科大学和平校区

### 高级中学
- 沈阳市第二十中学
- 沈阳市铁路实验中学
- 沈阳市回民中学
- 东北中山中学
- 沈阳市外国语学校
- 沈阳市第二十中学三好分校（沈阳市第三十八中学）
- 沈阳市第一二四中学

### 初级中学
- 沈阳市第一二六中学教育集团
- 沈阳市第一三四中学教育集团
- 沈阳市南昌中学教育集团

## 医疗

### 三甲
- 中国医科大学附属第一医院和平院区
- 中国医科大学附属盛京医院南湖院区
- 中国医科大学附属第四医院和平院区
- 中国人民解放军北部战区总医院马路湾院区
- 沈阳市第六人民医院
- 沈阳市第七人民医院
- 沈阳医学院附属第二医院南院区
- 沈阳市中医院

## 商业区、游览地
- 太原街商业区（沈阳站-马路湾）
- 西塔地区（护国实胜寺）
- 长白CBD
- 沈阳新世界博览馆
- 辽宁工业展览馆
- 文安路街区
- 奉天巷街区
- 中山路历史文化街区